# Interférence de passe
Au football américain ou canadien, on appelle interférence de passe (en anglais : pass interference) une faute pour le fait d'empêcher illégalement un adversaire (receveur éligible) d'attraper un ballon lancé vers l'avant.

## Description
Une interférence de passe peut être sifflée si le joueur fait trébucher le receveur, le pousse, tire ou accroche le maillot de son adversaire ou lui coupe sa route, s'il couvre le visage du receveur ou tire sur les mains ou les bras du receveur.
Le fait d'attraper ou frapper le ballon avant que le receveur ne puisse le réceptionner ne constitue pas une interférence de passe. 
Dès que le ballon touche un joueur défensif ou le receveur éligible, le défenseur peut tacler le receveur ou tenter de l’empêcher de prendre le contrôle du ballon.
Dès que le ballon est lancé vers l'avant, il devient ''jouable'' et les receveurs éligibles (en ce y compris les défenseurs) peuvent tenter de l'attraper. Lorsqu'un défenseur attrape une passe effectuée vers l'avant, il y a interception et son équipe reprend la possession du ballon. 
Certaines actions définies comme des interférences de passe peuvent être ignorées par les arbitres si le défenseur tente d'attraper ou de frapper le ballon sans qu'il soit concentré sur le récepteur.
Le receveur désigné peut adopter une attitude défensive si un joueur adverse (défenseur) possède plus de chance d'attraper le ballon que lui. Si ce joueur offensif commet une interférence sur une passe vers l'avant, on parle alors d'interférence de passe offensive.
En NFL, le défenseur peut établir un contact continu avec le receveur dans les cinq premiers yards de la ligne de mêlée. Tout ce qui suit au-delà de ces cinq yards est considéré comme contact illégal et est pénalisé. L'interférence de passe est appelée si le joueur défensif entre en contact avec le joueur offensif alors qu'il essaie d'attraper la passe, à moins que le défenseur n'ait tourné la tête pour faire face au ballon venant en sens inverse et qu'il tente d'intercepter. Un contact accidentel n'est pas pénalisé.

## Pénalités

### À la suite d'une interférence de passe offensive
- National Football League (NFL) et Ligue canadienne de football (LCF) : down rejouté mais 10 yards depuis la précédente ligne d'engagement[1].
- National Federation of State High School Associations (NFHS) : 15 yards depuis la précédente ligne d'engagement et perte d'une possession.

### À la suite d'une interférence de passe défensive
- NFL : 1er down automatique et le ballon est placé là où l'interférence a été commise. Si l'interférence a lieu dans la zone d'en-but, le ballon est placé sur la ligne de 1 yard.
- LCF : Si l'interférence est jugée accidentelle, 10 yards depuis la précédente ligne d'engagement et 1er essai automatique. Si elle est jugée délibérée, 1er essai automatique au point de la faute ou à 10 yards de la précédente ligne d'engagement, selon ce qui est le plus avantageux. Si elle est délibérée et commise dans la zone d'en-but, 1er essai automatique à un yard de la ligne d'en-but[1].
- Collège : 1er down automatique et pénalité à l'endroit de la faute (si à moins de 15 yards de la précédente ligne d'engagement) ou pénalité de 15 yards maximum si la faute a été commise à distance de plus de 15 yards de la précédente ligne d'engagement.
- Universitaire : 1er down automatique et pénalité de 15 yards. Si la précédente ligne d'engagement était à moins de 15 yards de la zone d'en-but, le ballon est avancé de la moitié de la distance qui séparait cette zone d'en-but de la ligne d'engagement.